# Agrostis abnormis
Agrostis abnormis é uma espécie de gramínea do gênero Agrostis, pertencente à família Poaceae.